# Igor Savtjenko
Igor Savtjenko (russisk: Игорь Андреевич Са́вченко) (født 11. oktober 1906 i Vínnitsja i det Russiske Kejserrige, død 14. december 1950 i Moskva i Sovjetunionen) var en sovjetisk filminstruktør, manuskriptforfatter og skuespiller.

## Filmografi
- Garmon (Гармонь, 1934)[1][2]
- Tilfældigt møde (Случайная встреча, 1936)
- Tænkte på Cossack Golota (Дума про казака Голоту, 1937)
- Ivan Nikulin - russisk matros (Иван Никулин - русский матрос, 1944)
- Det tredje stød (Третий удар, 1948)